# Candeliere

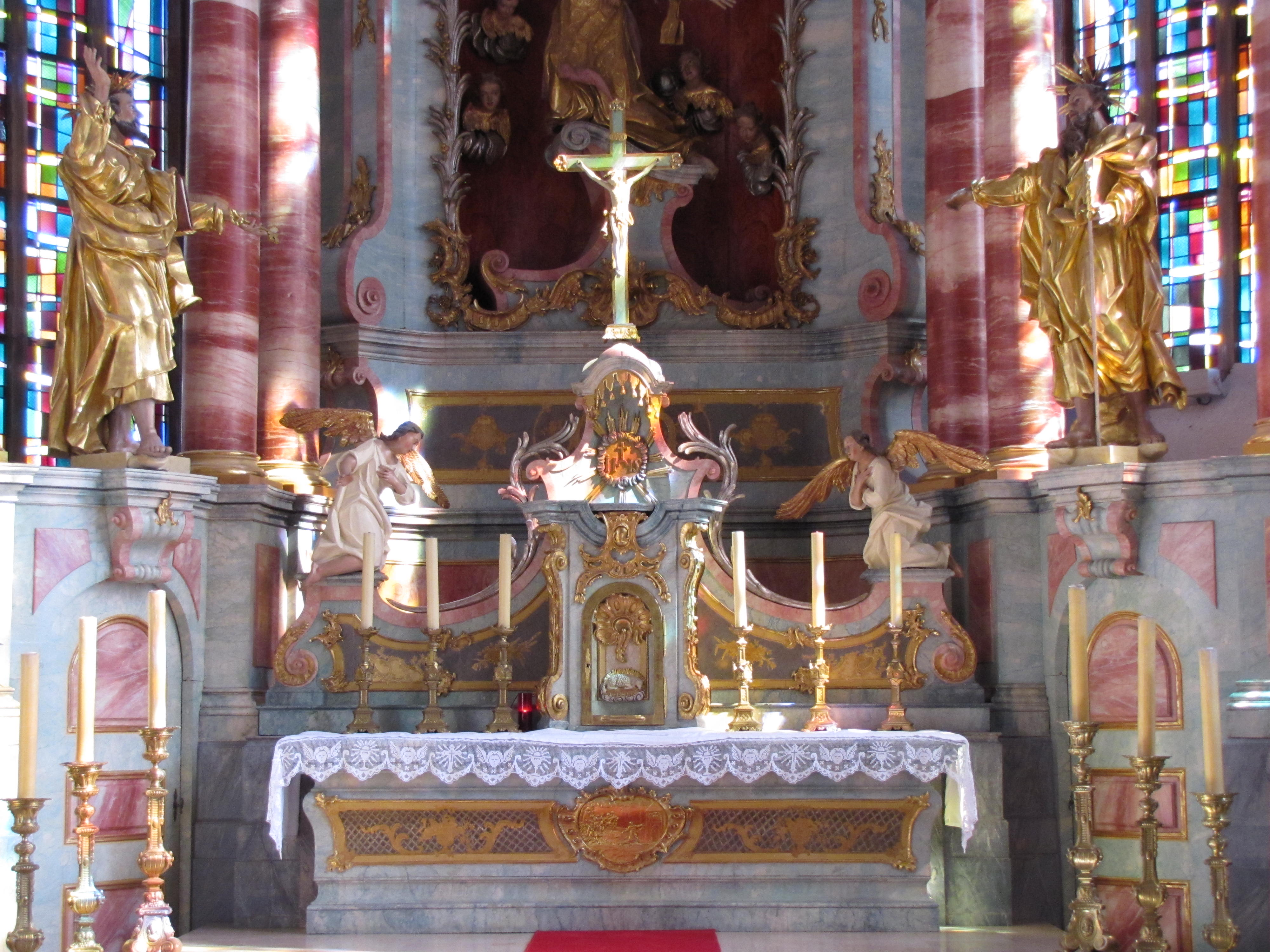
Altare cattolico con candelieri.

Con candeliere, o anche portacandela, ci si riferisce ad un oggetto a sostegno di una candela, consistente in un sostegno verticale fissato su un piedistallo. Particolari tipi di candeliere sono la bugia, un piattino provvisto di manico e dell'alloggiamento concavo in cui viene inserita la candela, e il portacero, spesso con la base poggiata sul pavimento, in cui una candela di grosse dimensioni viene confitta in una punta a cuspide.
I candelieri sono anche i paletti che cingono le imbarcazioni, collegati l'uno all'altro da un cavo, per evitare che i passeggeri cadano in acqua. Possono essere di metallo (solitamente acciaio inox, ottone o bronzo) o in legno.

## Struttura

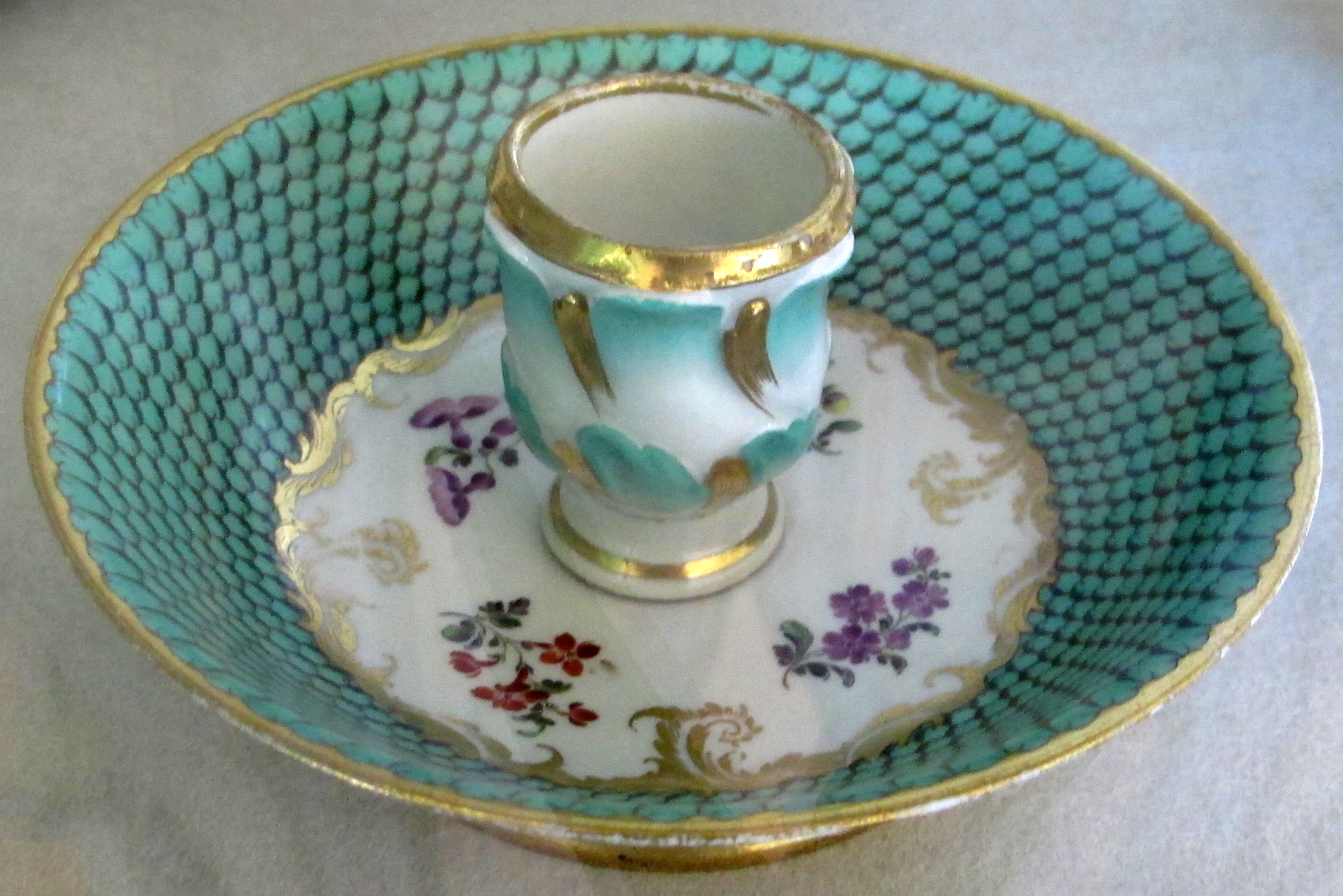
Portacandela in porcellana del 1744-1784 circa

Il candeliere, a differenza del candelabro, è un oggetto ideato per sostenere una singola candela. L'inventario dei beni culturali del Cantone Ticino distingue i candelieri dai candelabri in base alle dimensioni, specificando che i candelieri sono oggetti di piccole dimensioni, inferiori ai 50 cm di altezza.

## Utilizzo
Benché l'illuminazione elettrica abbia fortemente ridotto l'uso di questi oggetti, i candelieri resistono come componenti decorativi o di culto.
Nelle case ebree, ad esempio, due candelieri vengono accesi per segnare l'inizio del sabato. Nel cattolicesimo, i candelieri sono uno degli oggetti che vengono posti sull'altare.

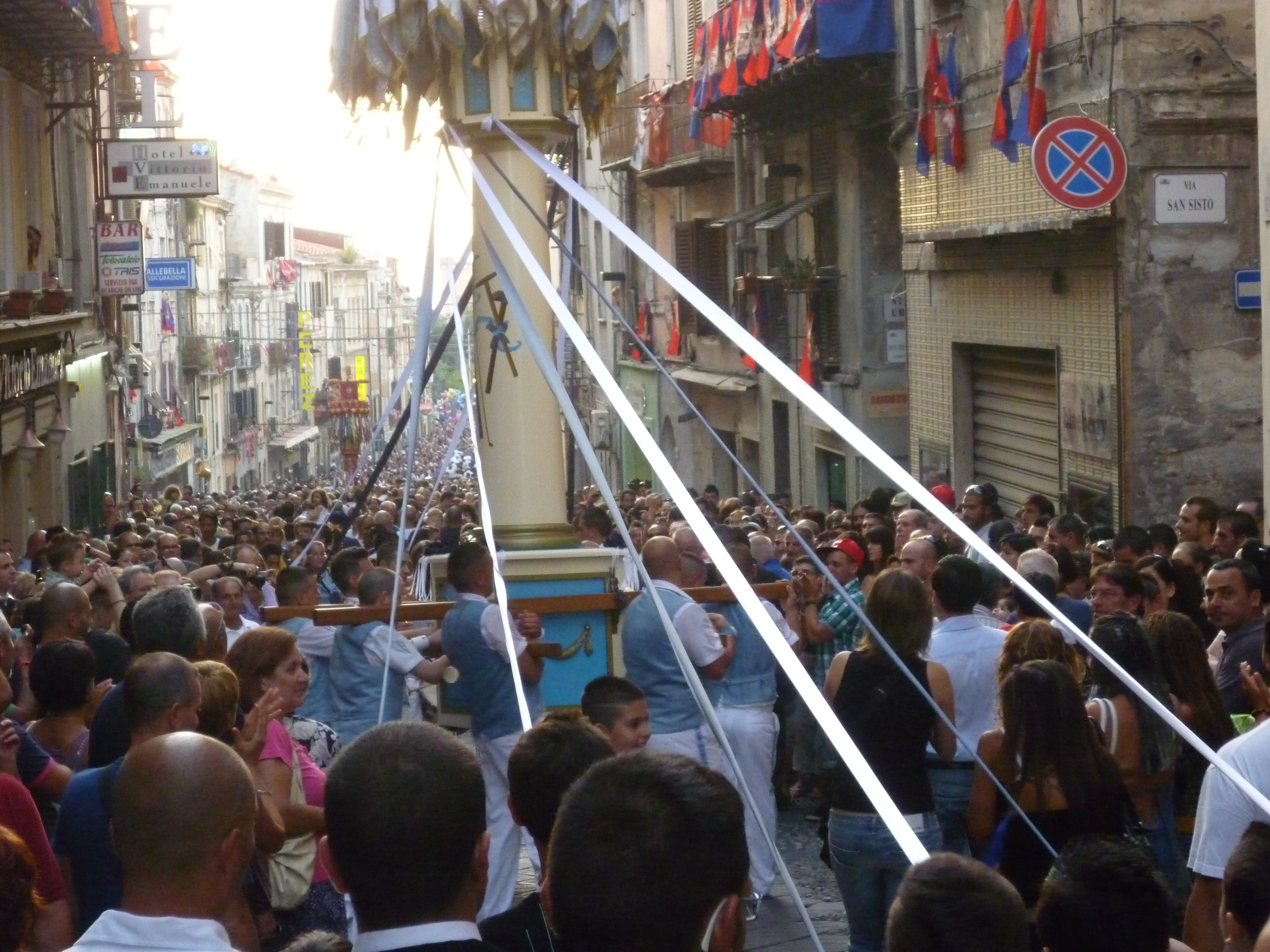
Durante la Faradda di li candareri

In alcune feste popolari di carattere religioso il candeliere, generalmente di grandi dimensioni, viene portato in processione per le vie cittadine in segno di riconoscimento verso la Madonna o i santi.